# 八輪驅動
八輪驅動（Eight-wheel drive）指傳動系統把引擎的動力同時傳送到八個車輪，這個設計主要在軍用車輛、特種車輛和重型越野車上使用 。
一般而言，軍用車輛較注重機動性，因此每邊只會配備一個輪胎。民用重型車輛的最後兩條軸則可能採用雙輪胎設計，以增加承載力，但雙輪胎設計同樣被視作8x8。

## 圖集

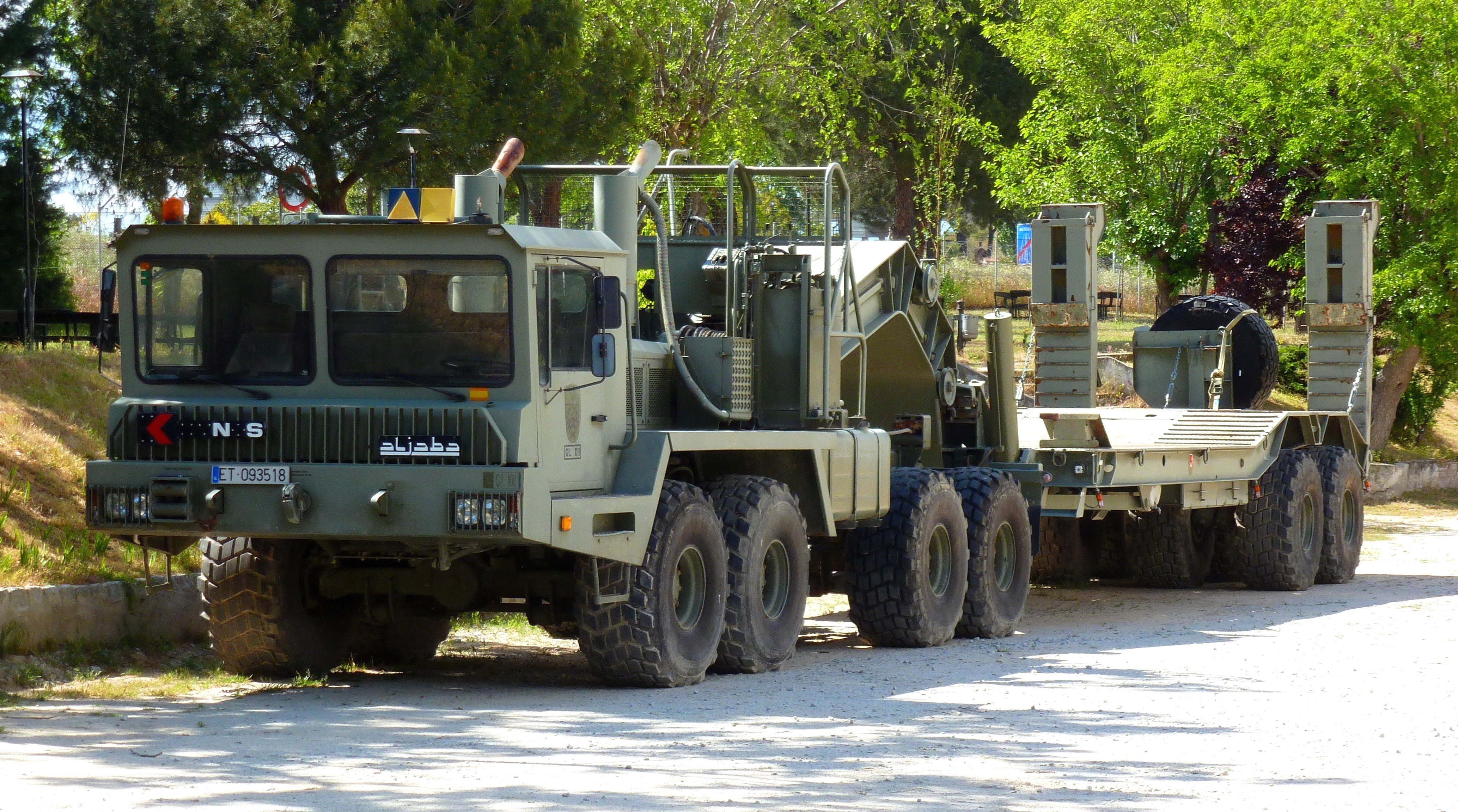
Kynos Aljaba 公司的 8x8 坦克運輸車
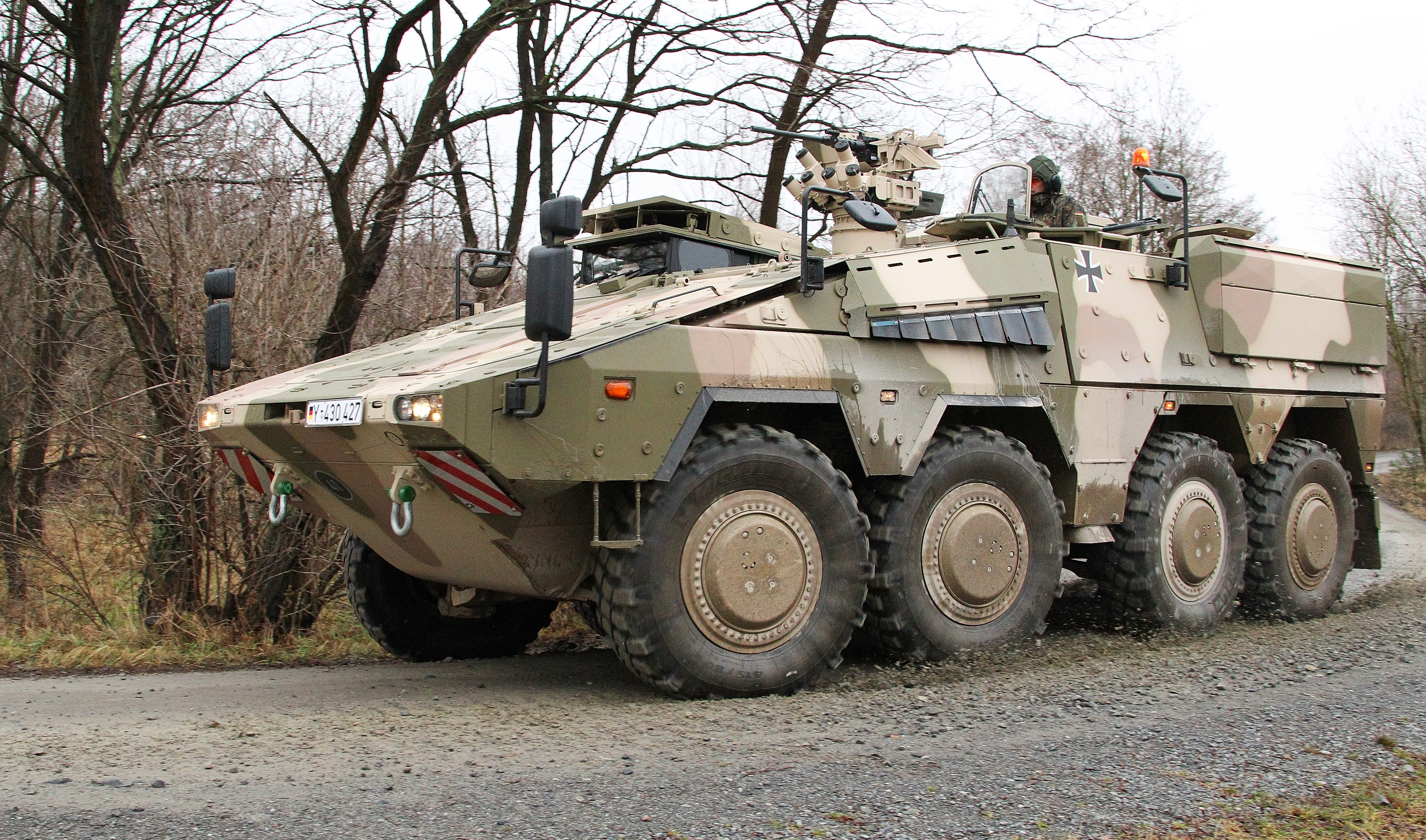
拳獅裝甲車，留意首兩條及後兩條車軸是等距離設計
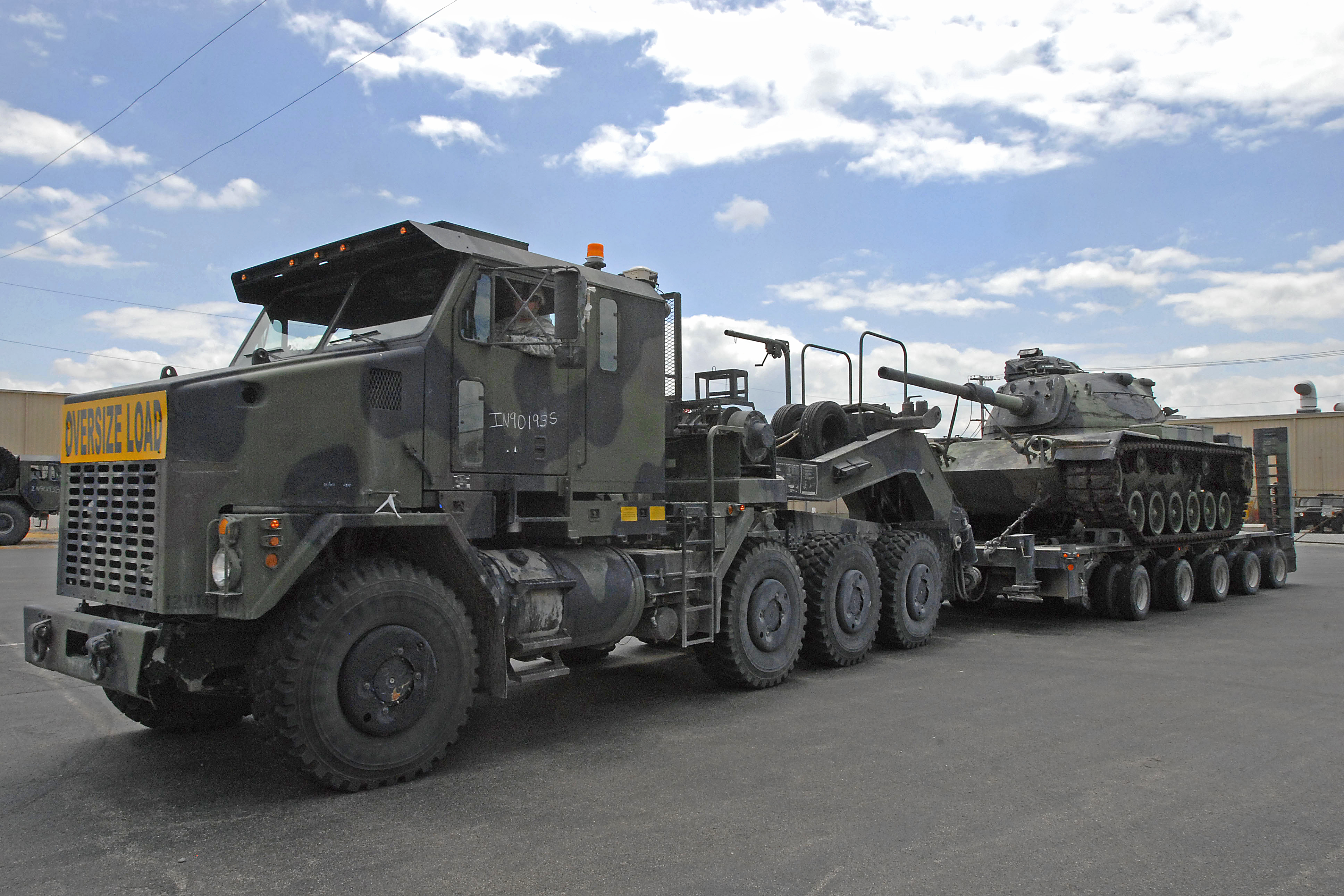
美軍 Oshkosh M1070 坦克運輸車採用罕見的一前三後車軸設計
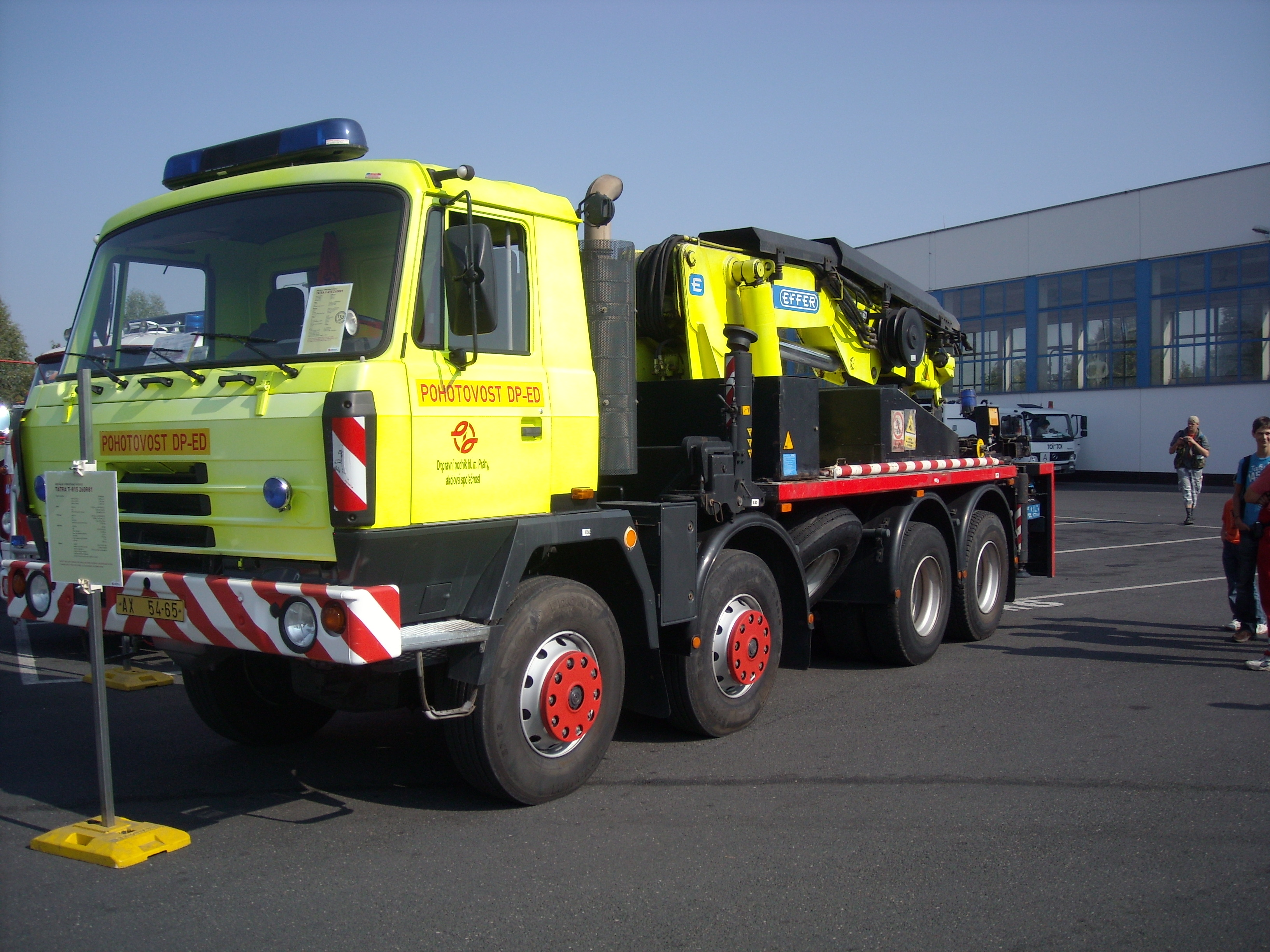
TATRA T 815 拖車
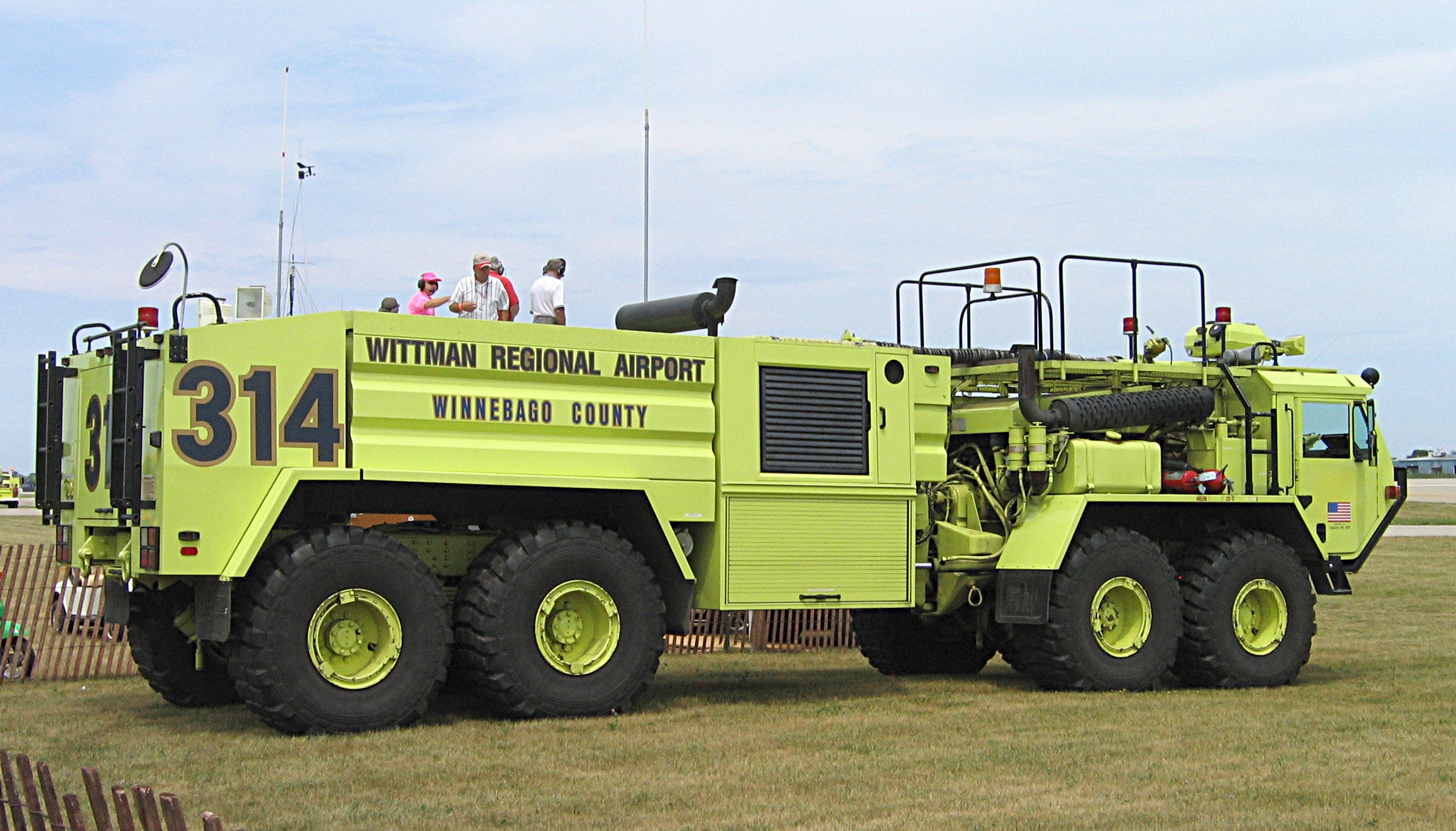
這台 8x8 消防車的轉向由掛接部分來實現
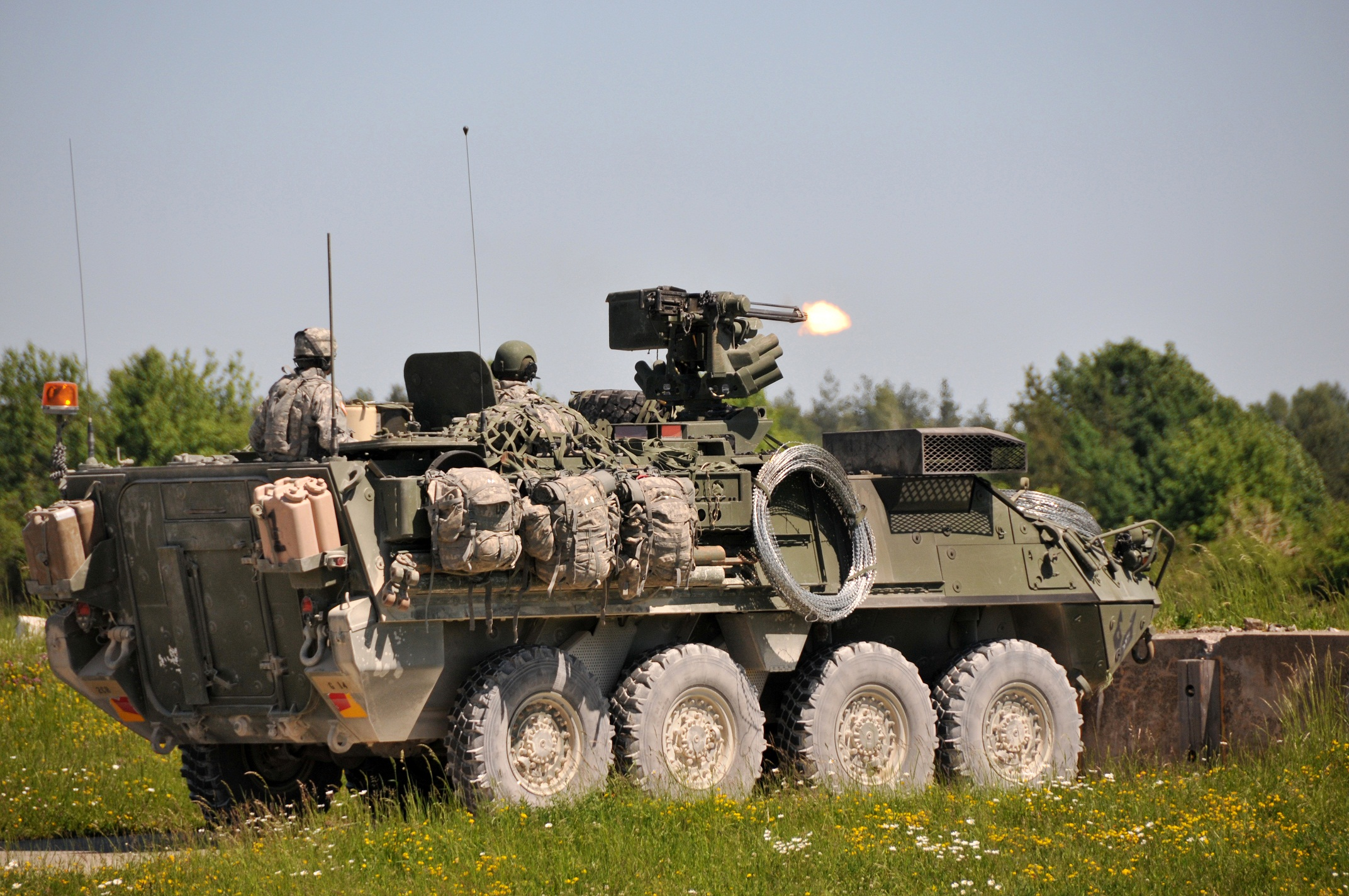
八輪驅動常用在八輪軍用車輛
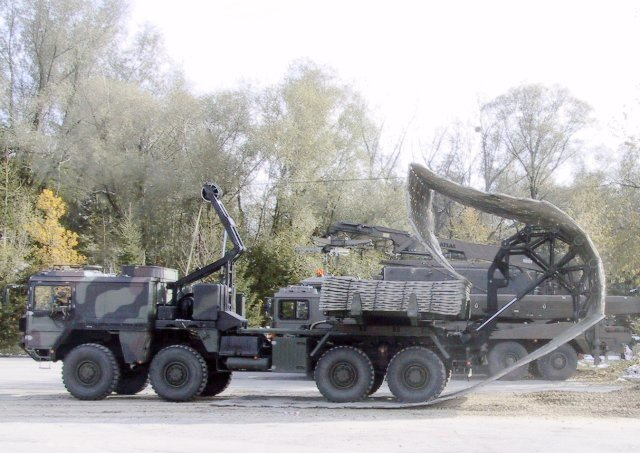
若轉向軸（首兩條車軸）的間距較大，有助減少轉向半徑
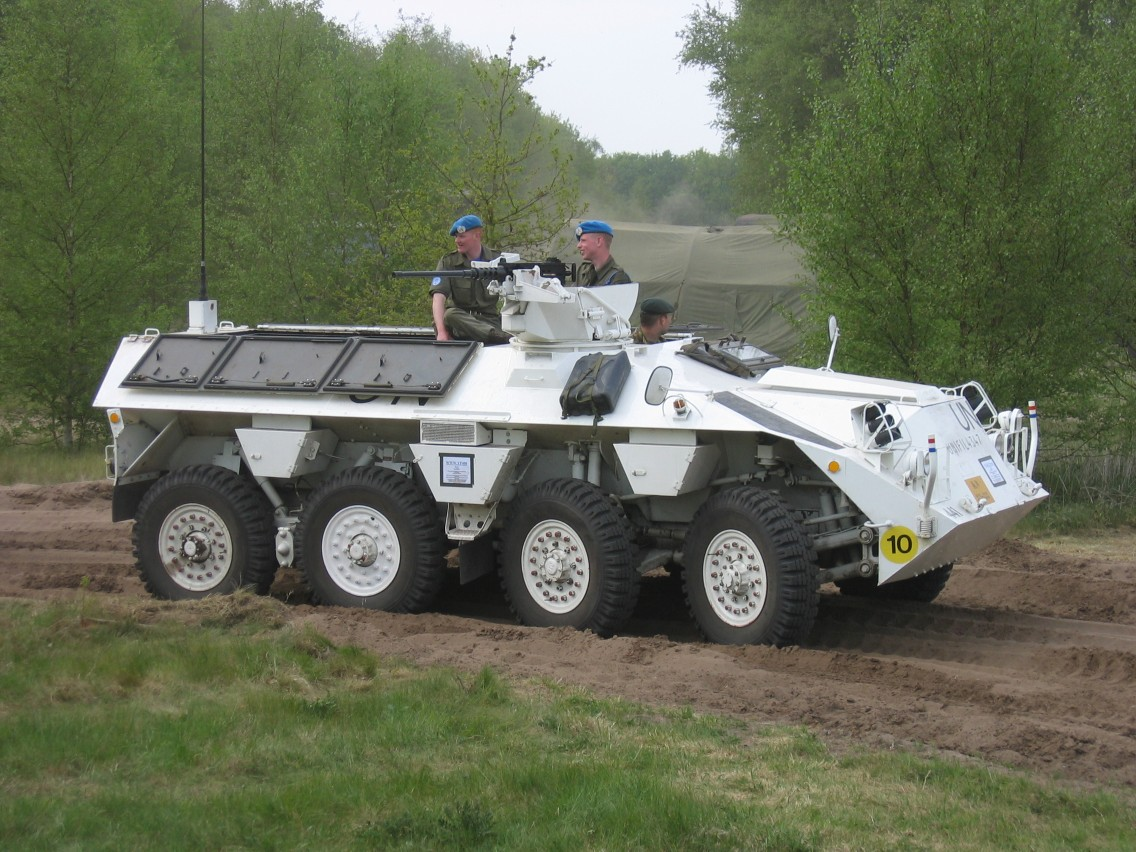
DAF YP 408 APC 的外形看似八輪驅動，但實際上第二條車軸沒有動力，因此屬於 8x6